# Bailliage de Falkenstein
Entités suivantes :
- Bailliage de Falkenstein

?–1798
Entités précédentes :
- Seigneurie de Falkenstein

Entités suivantes :
- Bailliage de Bechburg (Wolfwil)

La seigneurie de Falkenstein est une seigneurie située dans l'actuel canton de Soleure. Elle devient par la suite un bailliage du canton de Soleure jusqu'en 1798 sous le nom de bailliage de Falkenstein.

## Histoire
En 1420, Soleure achète le château d'Alt-Falkenstein.
En 1448, Soleure achète Matzendorf et l'ajoute au bailliage de Falkenstein.
En 1518, la commune de Wolfwil passe du bailliage de Falkenstein au bailliage de Bechburg.